# Thymoites boquete
Thymoites boquete là một loài nhện trong họ Theridiidae.
Loài này thuộc chi Thymoites. Thymoites boquete được Herbert Walter Levi miêu tả năm 1959.